# Helmut Sadlowski
Helmut Sadlowski (né le 18 mars 1929 à Duisbourg - mort le 12 décembre 2007) était un footballeur allemand, joueur emblématique de Schalke 04 dans les années cinquante.

## Biographie
Dans sa jeunesse, Helmut Sadlowski a joué dans le club de l'Union à Duisbourg, sa ville natale, puis pour les jaunes et blancs de Hamborn, et enfin pour Hamborn 07. En 1953, il est transféré au FC Schalke 04, qui évoluait alors en Oberliga (l'équivalent de la quatrième division). Au cours de la première saison, pour son nouveau club il a disputé 14 rencontres et marqué 9 buts.
L'un des premiers exploits de sa carrière survint en 1955, lorsqu'il permit à Schalke 04 d'atteindre la finale de la Coupe d'Allemagne (malheureusement perdue) contre Karlsruher SC. 